# Relics
Relics — альбом-збірка англійського гурту Pink Floyd, що вийшов у Великій Британії 14 травня 1971 року. Наступного дня альбом вийшов у Сполучених Штатах Америки.

## Історія створення
Випуск альбому-збірки Relics стався задля виграшу часу та підтримання інтересу фанатів гурту перед записом наступного студійного альбому. Relics містить матеріали з перших трьох альбомів Pink Floyd та один трек (Biding My Time), що не видавався раніше. Раніше ця пісня мала назву «Work» та слухачі мали змогу чути її наживо в концертній сюїті «The Man». Після запису Ummagumma вона була перероблена як Biding My Time та відкладена на два роки до випуску Relics. 
Дизайн обкладинки альбому створив Нік Мейсон, натхненний часом навчання у Політехнічному університеті.
Окрім оригінального дизайну, альбом випускався у декількох країнах з різним оформленням: в Австралії на обкладинці альбому були зображені старовинні іспанські монети, в США — гротескна відкривалка для пляшок, в Японії малюнки Мейсона були розміщені на подвійному розвороті. 

## Трек-лист
Сторона 1 
| N                      | назва пісні            | автор                  | Час звучання |
| 1                      | Arnold Layne           | Барретт                | 2:56         |
| 2                      | Interstellar Overdrive | Барретт                | 9:43         |
| 3                      | See Emily Play         | Барретт                | 2:53         |
| 4                      | Remember a Day         | Райт                   | 4:29         |
| 5                      | Paint Box              | Райт                   | 3:33         |
| Загальний час звучання | Загальний час звучання | Загальний час звучання | 23: 34       |

Сторона 2 
| 6                      | Julia Dream                   | Вотерс                       | 2:37  |
| 7                      | Careful with That Axe, Eugene | Гілмор, Вотерс, Райт, Майсон | 5:45  |
| 8                      | Cirrus Minor                  | Вотерс                       | 5:18  |
| 9                      | The Nile Song                 | Вотерс                       | 3:25  |
| 10                     | Biding My Time                | Вотерс                       | 5:18  |
| 11                     | Bike                          | Барретт                      | 3:21  |
| Загальний час звучання | Загальний час звучання        | Загальний час звучання       | 25:44 |

Pink Floyd
- Сід Барретт

- Девід Гілмор

- Нік Майсон

- Роджер Вотерс

- Рік Райт

Додатковий персонал
- Джеймс Гатрі – завідувач ремастерінгу

- Норман Сміт – ударні та бек вокал

- Дуг Сакс – ремастерінг